# Danh sách Pokémon thế hệ IV

Logo quốc tế của thương hiệu Pokémon

Thế hệ thứ tư (Generation IV) của thương hiệu nhượng quyền thương mại Pokémon có 107 loài sinh vật hư cấu được giới thiệu cho loạt trò chơi video cốt lõi trong trò chơi Nintendo DS năm 2006 Pokémon Diamond và Pearl. Một số Pokémon trong thế hệ này đã được giới thiệu trong bản hoạt hình chuyển thể của thương hiệu nhượng quyền thương mại trước Diamond và Pearl, như Usohachi, Manene, và Gonbe, là những nhân vật trở lại trong loạt phim hoạt hình Pokémon vào năm 2005 và 2006.
Danh sách sau đây nêu chi tiết 107 Pokémon thế hệ IV theo thứ tự số National Pokédex. Pokémon đầu tiên, Naetle, là số 387 và cuối cùng, Arceus, là số 493. Các hình thức thay thế dẫn đến thay đổi hệ, Tiến hóa Mega và các hình thức khu vực cũng được đưa vào các bảng thế hệ để thuận tiện cho việc tra cứu. Ngoài ra, bạn nên xem trước Bảng chú thích Loài Pokémon ở dưới đây để thuận tiện nếu bạn muốn tìm những Pokémon khởi đầu, huyền thoại, bí ẩn trong bảng danh sách Pokémon.

## Bảng chú thích Loài Pokémon
| Bảng dùng cho tất cả các danh sách Thế hệ ở bên dưới | Bảng dùng cho tất cả các danh sách Thế hệ ở bên dưới | Bảng dùng cho tất cả các danh sách Thế hệ ở bên dưới |
| Mã                                                   | Ý nghĩa                                              | Mô tả |
| ---------------------------------------------------- | ---------------------------------------------------- | --- |
| KĐ                                                   | Pokémon khởi đầu                                     | Pokémon đầu tiên mà người chơi có thể có được trong các trò chơi chính (Trong anime, đây là Pokémon khởi đầu khi đến một vùng nào đó, trừ phần Sun and Moon).                    |
| CĐ                                                   | Pokémon Cổ đại                                       | Pokémon cổ đại chỉ thu được bằng cách hồi sinh hóa thạch. |
| BC                                                   | Pokémon bé con                                       | Pokémon bé con thu được chủ yếu bằng cách nhân giống các dạng tiến hóa của chúng.                                                                                                |
| HT                                                   | Pokémon huyền thoại                                  | Pokémon mạnh mẽ gắn liền với truyền thuyết của thế giới Pokémon. |
| BA                                                   | Pokémon bí ẩn                                        | Pokémon chỉ có thể có được thông qua các sự kiện phân phối (điều này không bao gồm Deoxys, vì trong Pokemon Omega Ruby và Alpha Sapphire, Deoxys có thể bị bắt trong Tập Delta.) |
| UB                                                   | Ultra Beast                                          | Pokémon đến từ không gian khác. (Phần Sun and Moon) |

## Danh sách Pokémon
| Loài | Tên Tiếng Nhật     | Tên Tiếng Anh | Số National Pokédex | Hệ       | Hệ       | Tiến hóa thành (Tên Tiếng Nhật) | Xuất hiện lần đầu    |
| Loài | Tên Tiếng Nhật     | Tên Tiếng Anh | Số National Pokédex | Thứ nhất | Thứ hai  | Tiến hóa thành (Tên Tiếng Nhật) | Xuất hiện lần đầu    |
| ---- | ------------------ | ------------- | ------------------- | -------- | -------- | ------------------------------- | -------------------- |
| KĐ   | Naetle             | Turtwig       | 387                 | Cỏ       | Cỏ       | Hayashigame (#388)              | Diamond và Pearl     |
|      | Hayashigame        | Grotle        | 388                 | Cỏ       | Cỏ       | Dodaitose (#389)                | Diamond và Pearl     |
|      | Dodaitose          | Torterra      | 389                 | Cỏ       | Đất      | Không tiến hóa                  | Diamond và Pearl     |
| KĐ   | Hikozaru           | Chimchar      | 390                 | Lửa      | Lửa      | Moukazaru (#391)                | Diamond và Pearl     |
|      | Moukazaru          | Monferno      | 391                 | Lửa      | Giác đấu | Goukazaru (#392)                | Diamond và Pearl     |
|      | Goukazaru          | Infernape     | 392                 | Lửa      | Giác đấu | Không tiến hóa                  | Diamond và Pearl     |
| KĐ   | Pochama            | Piplup        | 393                 | Nước     | Nước     | Pottaishi (#394)                | Diamond và Pearl     |
|      | Pottaishi          | Prinplup      | 394                 | Nước     | Nước     | Emperte (#395)                  | Diamond và Pearl     |
|      | Emperte            | Empoleon      | 395                 | Nước     | Thép     | Không tiến hóa                  | Diamond và Pearl     |
|      | Mukkuru            | Starly        | 396                 | Thường   | Bay      | Mukubird (#397)                 | Diamond và Pearl     |
|      | Mukubird           | Staravia      | 397                 | Thường   | Bay      | Mukuhawk (#398)                 | Diamond và Pearl     |
|      | Mukuhawk           | Staraptor     | 398                 | Thường   | Bay      | Không tiến hóa                  | Diamond và Pearl     |
|      | Bippa              | Bidoof        | 399                 | Thường   | Thường   | Beadaru (#400)                  | Diamond và Pearl     |
|      | Beadaru            | Bibarel       | 400                 | Thường   | Nước     | Không tiến hóa                  | Diamond và Pearl     |
|      | Korobohsh          | Kricketot     | 401                 | Bọ       | Bọ       | Korotock (#402)                 | Diamond và Pearl     |
|      | Korotock           | Kricketune    | 402                 | Bọ       | Bọ       | Không tiến hóa                  | Diamond và Pearl     |
|      | Kolink             | Shinx         | 403                 | Điện     | Điện     | Luxio (#404)                    | Diamond và Pearl     |
|      | Luxio              | Luxio         | 404                 | Điện     | Điện     | Rentorar (#405)                 | Diamond và Pearl     |
|      | Rentorar           | Luxray        | 405                 | Điện     | Điện     | Không tiến hóa                  | Diamond và Pearl     |
| BC   | Subomie            | Budew         | 406                 | Cỏ       | Độc      | Roselia (#315)                  | Diamond và Pearl     |
|      | Roserade           | Roserade      | 407                 | Cỏ       | Độc      | Không tiến hóa                  | Diamond và Pearl     |
| CĐ   | Zugaidos           | Cranidos      | 408                 | Đá       | Đá       | Rampald (#409)                  | Diamond và Pearl     |
| CĐ   | Rampald            | Rampardos     | 409                 | Đá       | Đá       | Không tiến hóa                  | Diamond và Pearl     |
| CĐ   | Tatetops           | Shieldon      | 410                 | Đá       | Thép     | Torideps (#411)                 | Diamond và Pearl     |
| CĐ   | Torideps           | Bastiodon     | 411                 | Đá       | Thép     | Không tiến hóa                  | Diamond và Pearl     |
|      | Minomucchi         | Burmy         | 412                 | Bọ       | Bọ       | Minomadam (#413) Gamale (#414)  | Diamond và Pearl     |
|      | Minomadam          | Wormadam      | 413                 | Bọ       | Cỏ       | Không tiến hóa                  | Diamond và Pearl     |
| Bọ   | Minomadam          | Wormadam      | 413                 | Đất      |          | Không tiến hóa                  | Diamond và Pearl     |
| Bọ   | Minomadam          | Wormadam      | 413                 | Thép     |          | Không tiến hóa                  | Diamond và Pearl     |
|      | Gamale             | Mothim        | 414                 | Bọ       | Bay      | Không tiến hóa                  | Diamond và Pearl     |
|      | Mitsuhoney         | Combee        | 415                 | Bọ       | Bay      | Beequen (#416)                  | Diamond và Pearl     |
|      | Beequen            | Vespiquen     | 416                 | Bọ       | Bay      | Không tiến hóa                  | Diamond và Pearl     |
|      | Pachirisu          | Pachirisu     | 417                 | Điện     | Điện     | Không tiến hóa                  | Diamond và Pearl     |
|      | Buoysel            | Buizel        | 418                 | Nước     | Nước     | Floatzel (#419)                 | Diamond và Pearl     |
|      | Floazel            | Floatzel      | 419                 | Nước     | Nước     | Không tiến hóa                  | Diamond và Pearl     |
|      | Cherinbo           | Cherubi       | 420                 | Cỏ       | Cỏ       | Cherrim (#421)                  | Diamond và Pearl     |
|      | Cherrim            | Cherrim       | 421                 | Cỏ       | Cỏ       | Không tiến hóa                  | Diamond và Pearl     |
|      | Karanakushi        | Shellos       | 422                 | Nước     | Nước     | Tritodon (#423)                 | Diamond và Pearl     |
|      | Tritodon           | Gastrodon     | 423                 | Nước     | Đất      | Không tiến hóa                  | Diamond và Pearl     |
|      | Eteboth            | Ambipom       | 424                 | Thường   | Thường   | Không tiến hóa                  | Diamond và Pearl     |
|      | Fuwante            | Drifloon      | 425                 | Ma       | Bay      | Fuwaride (#426)                 | Diamond và Pearl     |
|      | Fuwaride           | Drifblim      | 426                 | Ma       | Bay      | Không tiến hóa                  | Diamond và Pearl     |
|      | Mimirol            | Buneary       | 427                 | Thường   | Thường   | Mimilop (#428)                  | Diamond và Pearl     |
|      | Mimilop            | Lopunny       | 428                 | Thường   | Thường   | Tiến Hóa Mega                   | Diamond và Pearl     |
|      | Mumargi            | Mismagius     | 429                 | Ma       | Ma       | Không tiến hóa                  | Diamond và Pearl     |
|      | Dongkarasu         | Honchkrow     | 430                 | Bóng tối | Bay      | Không tiến hóa                  | Diamond và Pearl     |
|      | Nyarmar            | Glameow       | 431                 | Thường   | Thường   | Bunyatto (#432)                 | Diamond và Pearl     |
|      | Bunyatto           | Purugly       | 432                 | Thường   | Thường   | Không tiến hóa                  | Diamond và Pearl     |
| CĐ   | Lisyan             | Chingling     | 433                 | Tâm linh | Tâm linh | Chirean (#358)                  | Diamond và Pearl     |
|      | Skunpuu            | Stunky        | 434                 | Độc      | Bóng tối | Skutank (#435)                  | Diamond và Pearl     |
|      | Skutank            | Skuntank      | 435                 | Độc      | Bóng tối | Không tiến hóa                  | Diamond và Pearl     |
|      | Dohmirror          | Bronzor       | 436                 | Thép     | Tâm linh | Dohtakun (#437)                 | Diamond và Pearl     |
|      | Dohtakun           | Bronzong      | 437                 | Thép     | Tâm linh | Không tiến hóa                  | Diamond và Pearl     |
| CĐ   | Usohachi           | Bonsly        | 438                 | Đá       | Đá       | Usokkie (#185)                  | XD: Gale of Darkness |
| CĐ   | Manene             | Mime Jr.      | 439                 | Tâm linh | Tiên     | Barrierd (#122)                 | Diamond và Pearl     |
| CĐ   | Pinpuku            | Happiny       | 440                 | Thường   | Thường   | Lucky (#113)                    | Diamond và Pearl     |
|      | Perap              | Chatot        | 441                 | Thường   | Bay      | Không tiến hóa                  | Diamond và Pearl     |
|      | Mikaruge           | Spiritomb     | 442                 | Ma       | Bóng tối | Không tiến hóa                  | Diamond và Pearl     |
|      | Fukamaru           | Gible         | 443                 | Rồng     | Đất      | Gabite (#444)                   | Diamond và Pearl     |
|      | Gabite             | Gabite        | 444                 | Rồng     | Đất      | Gaburias (#445)                 | Diamond và Pearl     |
|      | Gaburias           | Garchomp      | 445                 | Rồng     | Đất      | Tiến Hóa Mega                   | Diamond và Pearl     |
| CĐ   | Gonbe              | Munchlax      | 446                 | Thường   | Thường   | Kabigon (#143)                  | Diamond và Pearl     |
| CĐ   | Riolu              | Riolu         | 447                 | Giác đấu | Giác đấu | Lucario (#448)                  | Diamond và Pearl     |
|      | Lucario            | Lucario       | 448                 | Giác đấu | Thép     | Tiến Hóa Mega                   | Diamond và Pearl     |
|      | Hippopotas         | Hippopotas    | 449                 | Đất      | Đất      | Kabaldon (#450)                 | Diamond và Pearl     |
|      | Kabaldon           | Hippowdon     | 450                 | Đất      | Đất      | Không tiến hóa                  | Diamond và Pearl     |
|      | Scorupi            | Skorupi       | 451                 | Độc      | Bọ       | Dorapion (#452)                 | Diamond và Pearl     |
|      | Dorapion           | Drapion       | 452                 | Độc      | Bóng tối | Không tiến hóa                  | Diamond và Pearl     |
|      | Gureggru           | Croagunk      | 453                 | Độc      | Giác đấu | Dokurog (#454)                  | Diamond và Pearl     |
|      | Dokurog            | Toxicroak     | 454                 | Độc      | Giác đấu | Không tiến hóa                  | Diamond và Pearl     |
|      | Muskippa           | Carnivine     | 455                 | Cỏ       | Cỏ       | Không tiến hóa                  | Diamond và Pearl     |
|      | Keikouo            | Finneon       | 456                 | Nước     | Nước     | Neolant (#457)                  | Diamond và Pearl     |
|      | Neolant            | Lumineon      | 457                 | Nước     | Nước     | Không tiến hóa                  | Diamond và Pearl     |
| CĐ   | Tamanta            | Mantyke       | 458                 | Nước     | Bay      | Mantain (#226)                  | Diamond và Pearl     |
|      | Yukikaburi         | Snover        | 459                 | Cỏ       | Băng     | Yukinooh (#460)                 | Diamond và Pearl     |
|      | Yukinooh           | Abomasnow     | 460                 | Cỏ       | Băng     | Tiến Hóa Mega                   | Diamond và Pearl     |
|      | Manyula            | Weavile       | 461                 | Bóng tối | Băng     | Không tiến hóa                  | Diamond và Pearl     |
|      | Jibacoil           | Magnezone     | 462                 | Điện     | Thép     | Không tiến hóa                  | Diamond và Pearl     |
|      | Berobelt           | Lickilicky    | 463                 | Thường   | Thường   | Không tiến hóa                  | Diamond và Pearl     |
|      | Dosidon            | Rhyperior     | 464                 | Đất      | Đá       | Không tiến hóa                  | Diamond và Pearl     |
|      | Mojumbo            | Tangrowth     | 465                 | Cỏ       | Cỏ       | Không tiến hóa                  | Diamond và Pearl     |
|      | Elekible           | Electivire    | 466                 | Điện     | Điện     | Không tiến hóa                  | Diamond và Pearl     |
|      | Booburn            | Magmortar     | 467                 | Lửa      | Lửa      | Không tiến hóa                  | Diamond và Pearl     |
|      | Togekiss           | Togekiss      | 468                 | Tiên     | Bay      | Không tiến hóa                  | Diamond và Pearl     |
|      | Megayanma          | Yanmega       | 469                 | Bọ       | Bay      | Không tiến hóa                  | Diamond và Pearl     |
|      | Leafia             | Leafeon       | 470                 | Cỏ       | Cỏ       | Không tiến hóa                  | Diamond và Pearl     |
|      | Glacia             | Glaceon       | 471                 | Băng     | Băng     | Không tiến hóa                  | Diamond và Pearl     |
|      | Glion              | Gliscor       | 472                 | Đất      | Bay      | Không tiến hóa                  | Diamond và Pearl     |
|      | Mammoo             | Mamoswine     | 473                 | Băng     | Đất      | Không tiến hóa                  | Diamond và Pearl     |
|      | Porygon-Z          | Porygon-Z     | 474                 | Thường   | Thường   | Không tiến hóa                  | Diamond và Pearl     |
|      | Erureido           | Gallade       | 475                 | Tâm linh | Giác đấu | Tiến Hóa Mega                   | Diamond và Pearl     |
|      | Dainose            | Probopass     | 476                 | Đá       | Thép     | Không tiến hóa                  | Diamond và Pearl     |
|      | Yonoir             | Dusknoir      | 477                 | Ma       | Ma       | Không tiến hóa                  | Diamond và Pearl     |
|      | Yukimenoko         | Froslass      | 478                 | Băng     | Ma       | Không tiến hóa                  | Diamond và Pearl     |
|      | Rotom              | Rotom         | 479                 | Điện     | Ma       | Không tiến hóa                  | Diamond và Pearl     |
| Điện | Rotom              | Rotom         | 479                 | Lửa      |          | Không tiến hóa                  | Diamond và Pearl     |
| Điện | Rotom              | Rotom         | 479                 | Nước     |          | Không tiến hóa                  | Diamond và Pearl     |
| Điện | Rotom              | Rotom         | 479                 | Băng     |          | Không tiến hóa                  | Diamond và Pearl     |
| Điện | Rotom              | Rotom         | 479                 | Bay      |          | Không tiến hóa                  | Diamond và Pearl     |
| Điện | Rotom              | Rotom         | 479                 | Cỏ       |          | Không tiến hóa                  | Diamond và Pearl     |
| HT   | Yuxie              | Uxie          | 480                 | Tâm linh | Tâm linh | Không tiến hóa                  | Diamond và Pearl     |
| HT   | Emrit              | Mesprit       | 481                 | Tâm linh | Tâm linh | Không tiến hóa                  | Diamond và Pearl     |
| HT   | Agnome             | Azelf         | 482                 | Tâm linh | Tâm linh | Không tiến hóa                  | Diamond và Pearl     |
| HT   | Dialga             | Dialga        | 483                 | Thép     | Rồng     | Không tiến hóa                  | Diamond và Pearl     |
| HT   | Palkia             | Palkia        | 484                 | Nước     | Rồng     | Không tiến hóa                  | Diamond và Pearl     |
| HT   | Heatran            | Heatran       | 485                 | Lửa      | Thép     | Không tiến hóa                  | Diamond và Pearl     |
| HT   | Regigigas          | Regigigas     | 486                 | Thường   | Thường   | Không tiến hóa                  | Diamond và Pearl     |
| HT   | Giratina           | Giratina      | 487                 | Ma       | Rồng     | Không tiến hóa                  | Diamond và Pearl     |
| HT   | Crecelia/Cresselia | Cresselia     | 488                 | Tâm linh | Tâm linh | Không tiến hóa                  | Diamond và Pearl     |
| BA   | Phione             | Phione        | 489                 | Nước     | Nước     | Không tiến hóa                  | Diamond và Pearl     |
| BA   | Manaphy            | Manaphy       | 490                 | Nước     | Nước     | Không tiến hóa                  | Diamond và Pearl     |
| BA   | Darkrai            | Darkrai       | 491                 | Bóng tối | Bóng tối | Không tiến hóa                  | Diamond và Pearl     |
| BA   | Shaymin            | Shaymin       | 492                 | Cỏ       | Cỏ       | Không tiến hóa                  | Diamond và Pearl     |
| BA   | Shaymin            | Shaymin       | 492                 | Cỏ       | Bay      | Không tiến hóa                  | Platinum             |
| BA   | Arceus             | Arceus        | 493                 | Thường   | Thường   | Không tiến hóa                  | Diamond và Pearl     |

### Hình dạng Mega
| Tên Tiếng Nhật | Tên Tiếng Anh  | Số National Pokédex | Hệ       | Hệ       | Tiến hóa thành (Tên Tiếng Nhật) | Xuất hiện lần đầu            |
| Tên Tiếng Nhật | Tên Tiếng Anh  | Số National Pokédex | Thứ nhất | Thứ hai  | Tiến hóa thành (Tên Tiếng Nhật) | Xuất hiện lần đầu            |
| -------------- | -------------- | ------------------- | -------- | -------- | ------------------------------- | ---------------------------- |
| Mega Mimilop   | Mega Lopunny   | 428                 | Thường   | Giác đấu | Không tiến hóa                  | Omega Ruby và Alpha Sapphire |
| Mega Gaburias  | Mega Garchomp  | 445                 | Rồng     | Đất      | Không tiến hóa                  | X và Y                       |
| Mega Lucario   | Mega Lucario   | 448                 | Giác đấu | Thép     | Không tiến hóa                  | X và Y                       |
| Mega Yukinooh  | Mega Abomasnow | 460                 | Cỏ       | Băng     | Không tiến hóa                  | X và Y                       |
| Mega Erureido  | Mega Gallade   | 475                 | Tâm linh | Giác đấu | Không tiến hóa                  | Omega Ruby và Alpha Sapphire |